# Zajazd poczty konnej w Rokicinach-Kolonii
Zajazd poczty konnej w Rokicinach-Kolonii – budynek wzniesiony w 1848 r., obecnie siedziba Gminnego Ośrodek Kultury w Rokicinach oraz Gminnej Biblioteki Publicznej w Rokicinach. Znajduje się w Rokicinach-Kolonii, w powiecie tomaszowskim, w województwie łódzkim. Obiekt ujęty w Gminnej Ewidencji Zabytków dla gminy Rokiciny.

## Historia obiektu
Obiekt wybudowano w 1848 r. z przeznaczeniem na zajazd poczty konnej. Z uwagi na korzystną lokalizację w sąsiedztwie Kolei Warszawsko-Wiedeńskiej pełnił funkcję punktu przeładunkowego dla towarów przewożonych do Łodzi. W okresie przed uruchomieniem odcinka linii kolejowej z Koluszek do Łodzi (1865), towary po przeładowaniu przewożone były z Rokicin do Łodzi pocztą konną.
Budynek w stylu eklektycznym został wzniesiony na planie prostokąta. Posiadał dach dwuspadowy oraz kwadratową wieżę obserwacyjną krytą dachem namiotowym. W parterowej części mieściły się pokoje administracyjne, gościnne i kuchenne. W budynku przylegającym do zajazdu od strony południowej mieściły się wozownia oraz stajnie.
W okresie II wojny światowej budynek był użytkowany jako magazyn i sklepy. W tym okresie dobudowano do niego ganek. W okresie powojennym należał do spółdzielni "Słońce". W 1963 r. stanowił własność państwową. W okresie PRL pełnił różne funkcje (szkoła, przedszkole i apteka). W latach 80. XX w. obiekt poddano konserwacji.
Obecnie jest siedzibą Gminnego Ośrodka Kultury oraz Gminnej Biblioteki Publicznej w Rokicinach.